# Challenger de Matsuyama 2024
El torneo Matsuyama Challenger 2024, denominado por razones de patrocinio Unicharm Trophy Ehime fue un torneo de tenis perteneció al ATP Challenger Tour 2024 en la categoría Challenger 75. Se trató de la 3ª edición; el torneo tendrá lugar en la ciudad de Matsuyama (Japón), desde el 4 hasta el 10 de noviembre de 2024 sobre pista dura al aire libre.

## Jugadores participantes del cuadro de individuales
| Preclasificado | País                      | Jugador                   | Rank1 | Posición en el torneo |
| 1              | Bandera de Japón          | Taro Daniel               | 78    | Baja                  |
| 2              | Bandera de Italia         | Mattia Bellucci           | 105   | Baja                  |
| 3              | Bandera de China Taipéi   | Tseng Chun-hsin           | 115   | Primera ronda         |
| 4              | Bandera de Estados Unidos | Mackenzie McDonald        | 118   | Baja                  |
| 5              | Bandera de Estados Unidos | Nicolas Moreno de Alboran | 123   | CAMPEÓN               |
| 6              | Bandera de Italia         | Matteo Gigante            | 138   | Primera ronda         |
| 7              | Bandera de Japón          | Yasutaka Uchiyama         | 139   | Segunda ronda, retiro |
| 8              | Bandera de Francia        | Térence Atmane            | 156   | Cuartos de final      |

- 1 Se ha tomado en cuenta el ranking del 28 de octubre de 2024.

### Otros participantes
Los siguientes jugadores recibieron una invitación (wild card), por lo tanto ingresan directamente al cuadro principal (WC):
- Sho Katayama
- Shunsuke Nakagawa
- Rei Sakamoto

Los siguientes jugadores ingresan al cuadro principal tras disputar el cuadro clasificatorio (Q):
- Alafia Ayeni
- Kokoro Isomura
- James McCabe
- Benoît Paire
- Dane Sweeny
- Zhou Yi

## Campeones

### Individual Masculino
- Nicolas Moreno de Alboran derrotó en la final a  Alex Bolt por 7–6(4), 6–2

### Dobles Masculino
- Seita Watanabe /  Takeru Yuzuki derrotaron en la final a  Nicolas Moreno de Alboran /  Rubin Statham por 6–4, 6–3